# 千島学説
千島学説（ちしまがくせつ）とは、生物学者千島喜久男が提唱した赤血球が体細胞の母体であるという説。1932年から1959年にかけて彼が発表した8つの意見を基にして、1963年から主張し始めた。医師や健康療法家などがこの説を援用している場合があるが、多くの医学的知見と矛盾する説であり、査読のある論文で千島学説を肯定するものは千島学説研究者が執筆したものも含め皆無である（後述）。

## 8つの原理
千島が1932年から1959年にかけて発表した8つの原理によって構成される医学観として、千島学説は1963年に提唱された。
1. 赤血球は体細胞の母体である（赤血球分化説または赤血球一元論）
赤血球は様々な体細胞が分化する母体であるとの主張。
2. 体細胞と赤血球は可逆的に分化する
栄養不足や大量出血後などの病的状態のときは、体組織の細胞から赤血球への分化が見られるとの主張。
3. 病原体は自然発生する
バクテリア・ウイルスなど病原体は、親がいなくとも有機物の腐敗の状態から、その有機物を母体として自然に発生するとの主張。
4. 細胞新生説
細胞は段階を踏んだ細胞分裂によって増殖するのではなく、5つの形態で新生するとの主張。
5. 造血器官は小腸絨毛である
骨髄を造血器官として認めない（骨髄造血説には矛盾があり、造血器官は小腸の絨毛である）との主張。
6. 獲得形質は遺伝し、生殖細胞は血球に由来する
生物が生まれてから一生の間に、その環境によってはぐくまれた形質は子孫に遺伝する（獲得形質の遺伝の肯定）との主張。また、精子や卵子などの生殖細胞は体の組織とは別物ではなく、赤血球が変化してできる（生殖細胞の血球由来説）との主張もなされる。
7. 従来の進化論の否定と共生説の提唱
生物進化の最も重要な要因は、環境に適応した強い生物が生き残るという「適者生存」ではなく、同じ種類あるいは違った種類の生物の助け合いという共生現象であるとの主張（細胞内共生説とは似て非なる主張であることに注意が必要）。
8. 生命弁証法
当該人の用いる独自の弁証法（生命弁証法）は、唯物弁証法と唯心弁証法を止揚し統一したものであるとの主張。

## 千島学説に基づく様々な主張

### 癌細胞血球由来説
千島学説では、「癌（悪性腫瘍）は癌細胞が細胞分裂して生じるのではなく、病的状態の赤血球が融け合った集合体から発生する」とされる。
この主張に関して述べられた書籍『癌を克服するために』は、主にガン問題を取り扱うNPO法人（申請中）「じあいネット」の顧問である医師・後藤など、本説に肯定的な医学者の間で読まれている。

なお、ヒト赤血球は脱核しており、ゲノムDNAおよびミトコンドリアDNAを持っていない。一方、癌細胞はDNAを持っているため、赤血球が癌細胞になることはありえない。

### 「実験をやらない不自然さ」の主張
「千島学説が誤りであるならば、追試を行ってその誤りを指摘すればよいはずだが、何故か実験が行われた験しがない」のは不自然であるという主張。これに関して特に有名なのが、1968年の衆議院科学技術振興対策特別委員会での齋藤憲三の発言である。
現実的には、千島学説を肯定する査読付き論文は皆無であり、わざわざ実験をするまでもないという見解が一般的である。

## 酒向猛の論文について
酒向猛による論文が千島学説を追試しているという主張があり、これは千島学説を補強するものだと主張する者がある。
酒向は大学生のころから千島学説を研究していたが、この論文の内容自体においては「赤血球は試験管の中で癌細胞に対して著明な細胞増殖促進作用がある。赤血球を構成する鉄を含んだ蛋白質（ヘモグロビン）が癌細胞の栄養素として働いている」ことを示しているだけで、「癌細胞が細胞分裂によらず、赤血球が変化して癌細胞になる」という千島学説を直接支持するものではない。
本論文の考察では「生体内の腫瘍細胞は正常の増殖制御から逸脱し無限に近い増殖を示す細胞群であるから、その性格はin vitroの培養細胞によく似ていると考えられる。」とあり、癌細胞が生体内で分裂増殖すること自体は肯定している。